# Agonopterix dumitrescui
Agonopterix dumitrescui este o specie de molie din familia Depressariidae. Specia, endemică României, a fost descrisă în 1965 de Maria Georgescu și este numită în onoarea Margaretei Dumitrescu.